# Військове містечко (Кропивницький)

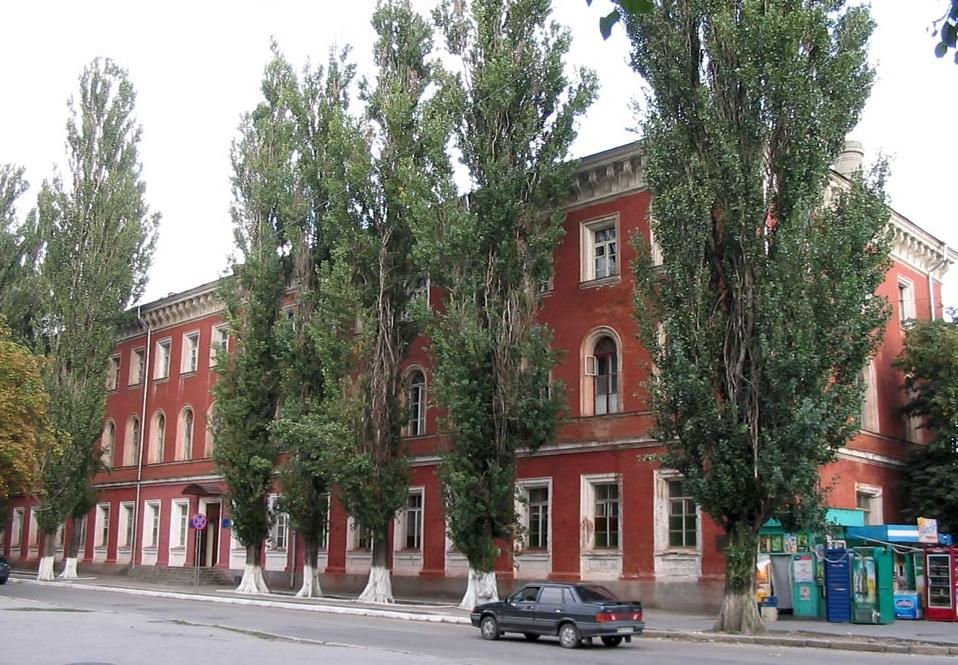
Будинок по вулиці Кавалерійська, 9 (входить до комплексу кавалерійського юнкерського училища), Кропивницький, 2007

Єлисаветградське військове містечко — комплекс будівель кінця 40-х — початку 50-х років XIX століття, де проживали російські військові (так зване військове поселення) у місті Кропивницькому (тодішній Єлисаветград).

## З історії
Від 1829 до 1864 року Єлисаветград (сучасний Кропивницький) був осередком військових поселень у Південній Україні. Са́ме тоді й виникло в колишньому передмісті Ковалівка військове містечко. У місті розмістили штаб-квартиру резервного кавалерійського корпуса. Постійно проводилися збори, огляди й інші військові заходи за участю вищих царських сановників і самого царя.
Містобудівне значення Єлисаветградського військового містечка в тому, що до міста приєднався новий перспективний район. Це стало етапом у розвитку Кропивницького, а з метою впорядкування міської забудови навіть було скоректовано чинний на тоді генеральний план міста.
Протягом 1830-х років створюється комплекс юнкерського кавалерійського училища, що і понині займає величезну площу у самому центрі міста. До революції (1917) училище було найбільшим навчальним закладом міста. На плані міста 1854 року визначено місце і планувальну композицію майбутнього комплексу кавалерійського юнкерського училища. Ядром цієї композиції став плац (нині Ковалівський парк).
Присутній на маневрах 1847 року російський цар Микола І власноручно зробив закладення палацевого і штабних корпусів адміністративного центру військових поселень. Однак будівництво було розпочато лише навесні наступного 1848 року. Автором проекту був архітектор з Одеси Верлон, а керував проектно-кошторисними роботами одеський технік-будівельник Шумилін. У комплекс увійшли: 3-поверховий палацевий корпус, 3-поверхові штабний і навчальний корпуси, манеж, будинок офіцерського зібрання, стайні.
Створення ансамблю Єлисаветградського військового містечка завершилося в 50-х роках XIX століття спорудженням Покровської церкви з західного боку плацу. 
У наш час (2-а половина ХХ століття — 2000-ні) єдність ансамблю військового містечка в Кропивницькому частково втрачено — плац засаджено деревами та перетворено на один з найпопулярніших парків міста — «Ковалівський». Проте ансамбль зберіг своє архітектурне і містобудівне значення, він відіграє істотну роль в архітектурній зовнішності міста.

## Структура та опис
До складу військового містечка входили будівлі палацу, штабу, військового училища та зимового манежу з кавалерійським плацом і стрільбищем, а також розташована неподалік Покровська церква. 
Комплекс формувався навколо плацу, на якому було влаштовано відкритий манеж і проводилися паради. З півночі він обмежений триповерховою будівлею палацу, що тягнеться на всю ширину плацу. Уздовж східної сторони плацу побудовані штаб, зимовий манеж і училище. Аналогічним триповерховим корпусам штабу й училища, що поставлені фронтально, протиставлено вузьку, витягнуту в глибину одноповерхову будівлю манежу, що є віссю симетрії комплексу і оживляє монотонність його фасаду. 
Будівлі військового містечка виконано у формах пізнього офіційного класицизму. У їх проектуванні знайшов віддзеркалення вплив «зразкових» типових проектів, випущених у 1840—50-х роках Департаментом військових поселень. Відсутність ордеру обіднила зовнішній вигляд будівель. Подібне спрощення та схематичність підходу до класичного напряму характерні для споруд царського військового відомства.
У зовнішньому вигляді Покровської церкви відбився панівний у культовому будівництві в той час неоруський архітектурний стиль, відтак культова споруда пом'якшує строгий вигляд ансамблю.
Комплекс юнкерського кавалерійського училища являє значну цінність, як зразок архітектури пізнього класицизму і як об'єкт історії.